# Gudmar Wallner
Gudmar Abraham Wallner, född 27 maj 1929 i Östersund, död 11 november 2014 i Bollnäs, var en svensk ingenjör och kommunalpolitiker (moderat).
Efter examen från Chalmers tekniska högskola i Göteborg 1955 var Wallner ingenjör vid kraftförvaltningen på Bergvik och Ala AB från 1956 och deltog i byggandet av Bergviks kraftstation. Han var även ledamot av centrala byggnadskommittén i Söderala landskommun och under senare år inom kommunalpolitiken i Söderhamns kommun.